# ガイ・ス・アクヨル
ガイ・ス・アクヨル（Gaye Su Akyol、1985年 - ）は、トルコの歌手。イスタンブール出身。

## 人物
父のムザファル・アクヨルは画家。2007年イェディテペ大学社会人類学部卒。インディーロックバンド ブビトゥザク（Bubituzak）と音楽制作を開始し、彼らの音楽とトルコの伝統音楽をミックスした作風が特徴である。
2014年には富山県南砺市で開催されるワールドミュージックフェスティバル「スキヤキ・ミーツ・ザ・ワールド」で来日している。

## ディスコグラフィー

### アルバム
- Develerle Yaşıyorum (2014)
- ホログラム帝国 Hologram İmparatorluğu (2016)
- 夢は現実 İstikrarlı Hayal Hakikattir (2018)
- Anadolu Ejderi (2022)